# Olympische Jugend-Winterspiele 2020/Teilnehmer (Moldau)
| Gelbes Symbol für Goldmedaillen mit stilisierten Olympischen Ringen | Graues Symbol für Silbermedaillen mit stilisierten Olympischen Ringen | Braundes Symbol für Bronzemedaillen mit stilisierten Olympischen Ringen |
| ------------------------------------------------------------------- | --------------------------------------------------------------------- | ----------------------------------------------------------------------- |
| —                                                                   | —                                                                     | —                                                                       |

Die Republik Moldau nahm an den Olympischen Jugend-Winterspielen 2020 in Lausanne mit zwei Athleten (drei Mädchen und zwei Jungen) in zwei Sportarten teil.

## Teilnehmer nach Sportarten

### Biathlon
| Athleten         | Wettbewerbe   | Zeit        | Fehler       | Rang |
| ---------------- | ------------- | ----------- | ------------ | ---- |
| Jungen           |               |             |              |      |
| Victor Sendrea   | 7,5 km Sprint | 26:34,1 min | 6 (3+3)      | 92   |
| Victor Sendrea   | 12 km Einzel  | 41:03,6 min | 6 (1+2+2+1)  | 60   |
| Mädchen          |               |             |              |      |
| Antonia Cebotari | 6 km Sprint   | 28:28,2 min | 6 (1+5)      | 93   |
| Antonia Cebotari | 10 km Einzel  | 54:33,6 min | 13 (1+4+4+4) | 93   |

### Rennrodeln
| Athlet                                                     | Wettbewerb   | Lauf 1   | Lauf 1 | Lauf 2   | Lauf 2 | Gesamt       | Gesamt |
| Athlet                                                     | Wettbewerb   | Zeit     | Rang   | Zeit     | Rang   | Zeit         | Rang   |
| ---------------------------------------------------------- | ------------ | -------- | ------ | -------- | ------ | ------------ | ------ |
| Jungen                                                     |              |          |        |          |        |              |        |
| Marius Goncear                                             | Einsitzer    | 57,783 s | 27     | 56,860 s | 25     | 1:54,643 min | 27     |
| Mädchen                                                    |              |          |        |          |        |              |        |
| Adriana Adam                                               | Einsitzer    | 58,779 s | 24     | 59,199 s | 24     | 1:57,978 min | 24     |
| Adriana Adam Aliona Busuioc                                | Doppelsitzer | 58,079 s | 11     | 58,079 s | 8      | 1:55,788 min | 11     |
| Mixed                                                      |              |          |        |          |        |              |        |
| Yuki Ishikawa Marius Goncear Adriana Adam / Aliona Busuioc | Teamstaffel  | –        | –      | –        | –      | 3:05,755 min | 11     |